# Trakiec (zbiornik)
Trakiec (bułg. Тракиец) – sztuczny zbiornik wodny w Bułgarii, w obwodzie Chaskowo, obok wsi Trakiec. 
Wybudowany na rzece Charmanlijskiej, w Rodopach Wschodnich, o pojemności 114 mln m³ i powierzchni 8,2 km². Brzeg zbiornika jest sformowany nasypem ziemi. Służy do dostarczania wody przemysłowej. W zbiorniku pływają amur biały, bass słoneczny, carassius, karp, okoń pospolity, sandacz pospolity, sum europejski, ukleja.